# Star Wars: Episodio III - La vendetta dei Sith (romanzo)
Star Wars - Episodio III - La vendetta dei Sith (Star Wars Episode III: Revenge of the Sith) è un romanzo di fantascienza del 2005 di Matthew Stover, tratto dalla sceneggiatura del film omonimo scritto e diretto da George Lucas.
Nonostante la trama corrisponda a quella del film, sono stati aggiunti nel romanzo diversi elementi incluse le scene tagliate dalla versione cinematografica. Sono presenti anche numerosi riferimenti a personaggi dell'universo espanso, menzionati in più di un'occasione nel romanzo.
Il romanzo è stato molto ben accolto, con una media di 4.4 stelle su Amazon da oltre 350 utenti, e dichiarato il miglior prodotto dell'Universo espanso dagli utenti di theforce.net.
Dopo il 25 aprile 2014, il romanzo è stato dichiarato ufficialmente non canonico e classificato nel nuovo universo espanso con il nome di Star Wars Legends.

## Trama
La Repubblica Galattica ha subito gravi danni durante le guerre dei cloni contro i Separatisti. Infatti, il Conte Dooku e il Generale Grievous, il comandante cyborg dei droidi, sono riusciti a rapire il Cancelliere Supremo Palpatine e sfidano le forze della Repubblica sui cieli di Coruscant. Il cavaliere Jedi Obi-Wan Kenobi e il suo apprendista Anakin Skywalker sono incaricati di salvarlo.
Penetrati nella Invisible Hand, la nave ammiraglia dei Separatisti, i due Jedi raggiungono il prigioniero Palpatine, affrontando il Conte Dooku. Dopo aver messo fuori gioco Obi-Wan, Dooku si scaglia su Anakin che riesce però a tagliargli le mani e inaspettatamente, sotto gli incitamenti del Cancelliere, lo decapita a sangue freddo. La nave però ha subito troppi danni e sta per precipitare attratta dalla forza di gravità del pianeta; Grievous ne approfitta per scappare attraverso il guscio di salvataggio rimasto. Anakin, eseguendo un pericoloso atterraggio di fortuna, riesce ad atterrare su Coruscant. Mentre Palpatine si ricongiunge al Senato galattico e Obi-Wan torna al Consiglio Jedi, Anakin ritorna di nascosto dalla moglie Padmé Amidala, che gli rivela di essere incinta.
Anakin è tormentato da incubi in cui vede Padmé morire a causa del parto. Palpatine inserisce Anakin come suo rappresentante al Consiglio Jedi. Il Consiglio, però, a sua volta ordina ad Anakin di sorvegliare il Cancelliere e gli nega il rango di "Maestro". Frustrato dagli avvenimenti e turbato dal pensiero di perdere Padmé, Anakin inizia ad avere meno fiducia verso i Jedi. La sua continua frequentazione del Cancelliere, lo conduce ad interessarsi al Lato Oscuro della Forza, quando Palpatine gli racconta la tragedia di Darth Plagueis "Il Saggio", un Sith che era capace di prevenire la morte, ma che fu ucciso dall'apprendista. Intanto, mentre Yoda si reca su Kashyyyk per combattere i droidi separatisti al fianco dei suoi amici Wookiee, Obi-Wan si dirige verso Utapau, dove i cloni hanno localizzato il rifugio personale di Grievous e dopo un lungo duello, anche contro le sue guardie droidi, riesce ad eliminarlo.
Il Cancelliere offre ad Anakin Skywalker di insegnargli come prevenire la morte con il Lato Oscuro. Anakin gli punta la spada laser in gola e Palpatine getta allora la maschera e rivela infine al giovane che egli è l'Oscuro Signore dei Sith, che tutti cercavano, Darth Sidious. Fortemente confuso, Anakin non lo uccide e si limita a riportare la clamorosa scoperta a Mace Windu. Windu, Kit Fisto, Agen Kolar e Saesee Tiin tentano di arrestare il Supremo Cancelliere Palpatine che ingaggia un duello a spade laser e in breve uccide Kolar, Tiin e Fisto mentre Windu gli tiene testa. Sidious prova ad uccidere il Jedi con i fulmini della Forza, ma Windu li riflette con la sua spada laser. A seguito di ciò Sidious si deforma orribilmente in volto. Proprio quando Windu sta per dare il colpo di grazia al Signore Oscuro, Anakin si intromette mozzando la mano destra a Windu, così Sidious ne approfitta per eliminare il Jedi, buttandolo dalla finestra con una ultima, letale, scarica di fulmini.
Sidious sottomette Anakin al Lato Oscuro, ribattezzandolo Dart Fener dicendogli che solo la loro cooperazione avrebbe permesso di scoprire il segreto di Darth Plagueis e salvare Padmé. Il cancelliere manda Dart Fener, insieme ai cloni, al Tempio Jedi con l'incarico di uccidere ogni singolo cavaliere, senza risparmiarne nessuno. In seguito Sidious emana l'Ordine 66 su tutta la galassia, così i cloni iniziano a rivoltarsi contro i loro comandanti Jedi, sterminandoli tutti (come Ki-Adi-Mundi su Mygeeto e Plo Koon su Cato Neimoidia, Aayla Secura su Felucia). In una seduta speciale del Senato, Palpatine/Sidious accusa i Jedi di alto tradimento, secondo la sua "ricostruzione" uno di loro, Dooku, ha guidato la guerra civile appena terminata e un altro, Windu, ha cercato di ucciderlo. Per una maggiore efficienza delle istituzioni, Sidious trasforma la Repubblica nel primo Impero Galattico, autoproclamandosene Imperatore.
Gli unici Jedi sopravvissuti all'Ordine 66 sono Obi-Wan, andatosene da Utapau a bordo della navetta di Grievous, e Yoda, fuggito da Kashyyyk grazie ai suoi compagni Wookie: Tarfful e Chewbecca. Arrivati agli archivi del distrutto Tempio Jedi, grazie all'aiuto di Bail Organa che li ha tratti in salvo con il suo Tantive IV, i due Jedi trovano, con molto dolore di Kenobi, una registrazione che mostra Anakin uccidere i Jedi senza risparmiare nemmeno i giovani Padawan.
Yoda decide dunque di andare personalmente ad affrontare Darth Sidious, mentre ad Obi-Wan sarebbe andato contro Anakin, recatosi sul pianeta vulcanico Mustafar per uccidere i Separatisti rimasti, tra i quali il viceré Nute Gunray. Yoda si scontra così con Darth Sidious nella sala del Senato galattico. Il duello tra i due massimi Maestri nella Forza si svolge in parità, ma alla fine in un momento di stallo Yoda raggiunge il suolo ed è costretto a scappare con l'aiuto di Bail Organa. Su Mustafar, intanto, Dart Fener/Anakin viene raggiunto dalla sconvolta Padmé che ha scoperto da Obi-Wan che il marito è passato al Lato Oscuro e tenta di farlo ragionare, ma quando Anakin vede Obi-Wan, nascostosi sulla nave di Padmé, credendo che la moglie l'avesse portato con sé per ucciderlo, arriva addirittura ad aggredirla. Obi-Wan, perso ogni affetto per l'ex allievo, ingaggia con lui un feroce duello a spade laser tra i fuochi di Mustafar e, alla fine, gli taglia le gambe e il braccio sinistro. Anakin rotola e viene a contatto con un fiume di lava vicino, che lo arde vivo. Obi-Wan raccoglie la spada laser di Skywalker e si allontana dalla scena. Giunto alla navetta con Padmé, scopre che la stessa è sul punto di partorire.
Padmé viene portata da Obi-Wan nella base medica dell'asteroide Polis Massa, dove mette al mondo due gemelli: Luke e Leila. Nonostante il successo del parto Padmé muore, sopraffatta dal dolore per la svolta e la conseguente perdita di Anakin. Intanto l'Imperatore arriva a Mustafar, in soccorso di Anakin, insieme ad una squadra medica a bordo di uno Shuttle Classe Theta, scoprendo che è miracolosamente sopravvissuto e lo trasporta in un laboratorio su Coruscant. Qui dei droidi gli applicano delle protesi meccaniche e un'armatura nera con respiratore per mantenerlo in vita. Sidious mente poi a Fener dicendogli che Padmé è morta uccisa dalla sua ira.
Nel frattempo Yoda, avendo fallito nel suo tentativo di eliminare Palpatine, decide di andare in esilio su Dagobah, Leila viene adottata dal senatore Organa e da sua moglie Breha su Alderaan, R2-D2 e C-3PO, al quale viene cancellata la memoria, vengono affidati al capitano Raymus Antilles, mentre Obi-Wan torna su Tatooine e affida Luke a Owen Lars e sua moglie Beru.

## Elementi non canonici
Il romanzo contraddice apertamente diversi momenti mostrati nella versione ufficiale:
- Viene ad esempio affermato che Windu e Grievous abbiano lottato allo stesso livello mentre nella serie Clone Wars lo scontro è a senso unico in quanto Windu usa una stretta di Forza per distruggere il sistema di respirazione di Grievious che collassa all'istante e si salva solo per la partenza della nave a cui era a bordo.
- Un altro punto contraddetto è nello scontro tra Yoda e Sidious: nel romanzo è assente la parte in cui Yoda spazza via Sidious all'inizio del loro duello con la telecinesi.
- Anche molte frasi e dialoghi risultano diversi nel romanzo rispetto alla pellicola.